# Jocelyn Rico
Pour les articles homonymes, voir Rico.
Jocelyn Rico est un footballeur français, né le 17 décembre 1959 à Concarneau dans le département du Finistère. Il joue au poste de milieu de terrain défensif ou de défenseur latéral de la fin des années 1970 au début des années 1990. 
Formé au Stade brestois, il évolue ensuite à l'OGC Nice et au Stade rennais. Son frère, Robert Rico, est également joueur professionnel et a aussi joué au Stade rennais.

## Biographie
Jocelyn Rico commence le football à l'âge de 7 ans au sein de l'US Concarneau. Il rejoint en 1977 le Stade brestois et il dispute en 1981, année du titre de champion de France de division 2, une rencontre de championnat.
En 1979, l'entraîneur brestois Alain de Martigny le titularise au poste d'arrière droit, lors de la 4e journée de championnat de première division, dans un match face à l'AS Monaco. Malgré la défaite à domicile deux à un, Jocelyn Rico ne quitte plus l'équipe première de la saison. Le club est cependant relégué en fin de championnat, mais retrouve l'élite en 1981. En juin 1983, il est appelé en équipe de France olympique par le sélectionneur Henri Michel pour disputer une tournée en Chine. Il n'est cependant pas retenu l'année suivante pour disputer les Jeux olympiques de Los Angeles.
Après huit ans au Stade brestois, ce défenseur rapide, vif et bon contre-attaquant, s'engage en 1985 à l'OGC Nice. Il reste trois saisons au sein du « Gym » puis signe en 1989 au Paris SG. L'équipe dirigée par Tomislav Ivić est leader jusqu'à la 34e journée mais perd la course au titre en s'inclinant face à l'Olympique de Marseille le 5 mai 1989. Non conservé par le club parisien, il rejoint alors l'AS Cannes mais ne reste également qu'une saison dans ce club.
En 1990, il signe au Stade rennais qui vient de remonter en Division 1. Après trois saisons comme titulaire, il met fin à sa carrière en fin de saison 1993.
Il retourne alors à l'US Concarneau où il joue une saison puis devient employé à la mairie de Saint-Grégoire où il est chargé de l'entretien des terrains de sport. Il continue à jouer au sein du club local, l'US Saint-Grégoire au poste de libéro jusqu'en 2005. Le club passe de la Promotion d'honneur à la Division d'honneur en 2003 et remporte la Coupe de Bretagne en 1998. Il exerce également des fonctions d'entraîneur au sein du club et s'occupe notamment de l'équipe U13.
Son frère ainé, Robert Rico, a également été un joueur professionnel de 1965 à 1978 notamment au Stade rennais et a été international A.

## Palmarès
Jocelyn Rico termine vice-Champion de France en 1989 avec le Paris SG. Sous les couleurs du Stade brestois, il est champion de France de Division 2 en 1981 et termine vice-champion de ce même championnat en 1979.
Il est sélectionné olympique en 1983.

## Statistiques
Le tableau ci-dessous résume les statistiques en match officiel de Jocelyn Rico durant sa carrière de joueur professionnel.
| Saison      | Club           | Pays   | Championnat | Championnat | Championnat | Coupes nationales | Coupes nationales |
| Saison      | Club           | Pays   | Division    | Matchs      | Buts        | Matchs            | Buts              |
| ----------- | -------------- | ------ | ----------- | ----------- | ----------- | ----------------- | ----------------- |
| 1978 - 1979 | Stade brestois | France | Division 2  | 1           | 0           | 2                 | 0                 |
| 1979 - 1980 | Stade brestois | France | Division 1  | 33          | 1           | 1                 | 0                 |
| 1980 - 1981 | Stade brestois | France | Division 2  | 22          | 0           | 2                 | 0                 |
| 1981 - 1982 | Stade brestois | France | Division 1  | 8           | 0           | -                 | -                 |
| 1982 - 1983 | Stade brestois | France | Division 1  | 32          | 0           | 7                 | 0                 |
| 1983 - 1984 | Stade brestois | France | Division 1  | 31          | 0           | 1                 | 0                 |
| 1984 - 1985 | Stade brestois | France | Division 1  | 34          | 4           | 3                 | 0                 |
| 1985 - 1986 | OGC Nice       | France | Division 1  | 37          | 1           | 3                 | 1                 |
| 1986 - 1987 | OGC Nice       | France | Division 1  | 31          | 2           | 3                 | 0                 |
| 1987 - 1988 | OGC Nice       | France | Division 1  | 32          | 2           | 8                 | 0                 |
| 1988 - 1989 | Paris SG       | France | Division 1  | 22          | 0           | 3                 | 0                 |
| 1989 - 1990 | AS Cannes      | France | Division 1  | 14          | 0           | 2                 | 0                 |
| 1990 - 1991 | Stade rennais  | France | Division 1  | 28          | 0           | 1                 | 0                 |
| 1991 - 1992 | Stade rennais  | France | Division 1  | 21          | 1           | 4                 | 0                 |
| 1992 - 1993 | Stade rennais  | France | Division 2  | 33          | 2           | 6                 | 0                 |
| Total       | Total          | Total  | Total       | 379         | 13          | 46                | 1                 |